# Weltmeisterschaften im Trampolinturnen 1976
Die 9. Turn-Weltmeisterschaften im Trampolinturnen fanden 1976 in Tulsa in den Vereinigten Staaten statt.

## Ergebnisse

### Männer Einzel
| Rang | Land        | Turner         |
| ---- | ----------- | -------------- |
|      | Sowjetunion | Jewgeni Janes  |
|      | Frankreich  | Richard Tison  |
|      | Sowjetunion | Sergei Lobanow |

### Synchron Männer
| Rang | Land        | Turner                           |
| ---- | ----------- | -------------------------------- |
|      | Sowjetunion | Jewgeni Jakowenko Jewgeni Janes  |
|      | Deutschland | Robert Schwebel Werner Friedrich |
|      | Südafrika   | R. Jensen Steven Pelser          |

### Doppel Mini-Trampolin Männer
| Rang | Land               | Turner          |
| ---- | ------------------ | --------------- |
|      | Vereinigte Staaten | Ron Merriott    |
|      | Vereinigte Staaten | Robie Bollinger |
|      | Südafrika          | Derick Lotz     |

### Tumbling Männer
| Rang | Land               | Turner      |
| ---- | ------------------ | ----------- |
|      | Vereinigte Staaten | Jim Bertz   |
|      | Vereinigte Staaten | Ed Goodman  |
|      | Vereinigte Staaten | Kevin McKee |

### Damen Einzel
| Rank | Land        | Turnerin        |
| ---- | ----------- | --------------- |
|      | Sowjetunion | Swetlana Lewina |
|      | Sowjetunion | Natalia Moisewa |
|      | Schweiz     | Ruth Kellers    |

### Synchron Damen
| Rang | Land               | Turner                         |
| ---- | ------------------ | ------------------------------ |
|      | Sowjetunion        | Swetlana Lewina Olga Starikowa |
|      | Vereinigte Staaten | Leigh Hennessy A. Thompson     |
|      | Deutschland        | Ute Scheile Ute Luxon          |

### Doppel Mini-Trampolin Damen
| Rang | Land               | Turner         |
| ---- | ------------------ | -------------- |
|      | Vereinigte Staaten | Leigh Hennessy |
|      | Vereinigte Staaten | Denise Seal    |
|      | Kanada             | Nancy Bonham   |

### Tumbling Damen
| Rang | Land               | Turner           |
| ---- | ------------------ | ---------------- |
|      | Vereinigte Staaten | Tracey Long      |
|      | Vereinigte Staaten | Nancy Quattrochi |
|      | Vereinigte Staaten | Lisa Podojil     |

### Medaillenspiegel
| Rang | Nation             | Gold | Silber | Bronze | Gesamt |
| ---- | ------------------ | ---- | ------ | ------ | ------ |
| 1    | Vereinigte Staaten | 4    | 5      | 2      | 11     |
| 2    | Sowjetunion        | 4    | 1      | 1      | 6      |
| 3    | Deutschland        | -    | 1      | 1      | 2      |
| 4    | Frankreich         | -    | 1      | -      | 1      |
| 5    | Südafrika          | -    | -      | 2      | 2      |
| 6    | Schweiz            | -    | -      | 1      | 1      |
| 6    | Kanada             | -    | -      | 1      | 1      |